# Étrechet

Étrechet este o comună în departamentul Indre, Franța. În 1 ianuarie 2022 avea o populație de 1.002 de locuitori.